# Kulteranizem
Kulteranizem (v španščini culteranismo) je stil v španski baročni literaturi, znotraj bolj splošnega stila, imenovanega konceptizem (v španščini conceptismo). S tem stilom si deli prizadevanje za intenzivnejše izražanje. To ga ločuje od uravnoteženosti in klasične jasnosti, ampak na mesto strnjevanja sporočil, značilnih za konceptizem, za katerega je vsebina pomembnejša od oblike in se je zato zatekal predvsem k ostroumnemu, globini, večpomenskosti in besednim igram, zagovarja pomembnost oblike in s tem razširitev pomena s poudarjanjem senzorialnosti besed, drzno metaforiko, kultizmi, ter s pomočjo teh in s spreminjanjem ustaljene sintakse dosega hoteno nerazumljivost.
Kar se tiče metričnih in kitičnih oblik tako konceptizem kot kulteranizem v veliki meri nadaljujeta renesančno tradicijo in ostajata zvesta italijanskim oblikam, še posebej sonetu, v rabo pa pridejo ponovno tudi oblike španske ljudske poezije, kot so romanca, glosa in »villancico«.
Na oba sloga literarna veda danes ne gleda več ekskluzivistično, s poudarjanjem razlik med njima, ampak, nasprotno, teži k približevanju obeh, saj konceptizem še zdaleč ne zanemarja oblike, prav tako pa kulteranizem vključuje tudi konceptistične postopke. Za konceptizem najbolj značilen postopek je ostroumno, vzporejanje dveh pojmov oz. konceptov, kar za glavne konceptistične figure postavlja komparacijo, alegorijo in metaforo, pa tudi antitezo in oksimoron, ki z zoperstavljanjem dveh nasprotujočih ali celo izključujočih se konceptov najlepše izražata duha dobe nasprotij.
Kulteranizem, slabšalen izraz, ki je nastal iz besede »luteranstvo« (ali luteranizem), da bi primerjali kulteraniste kot heretike prave poezije. Je pravzaprav veja baročnega stila konceptizma, saj otežuje razumevanje literarnega dela, ne s kratkostjo in zgoščevanjem pomena  (tako imenovano ostrino Baltazarja Graciana), kot je bilo običajno, temveč z njegovo parafrazično razširitvijo in organizacijo v obliki uganke. V plastičnih umetnostih se ta umetnost odraža preko uporabe emblemov in alegorij.
Je stil, ki ne zavrača konceptističnih postopkov, a jih potiska v drugi plan, na prvo mesto pa postavlja larpurlartistično opajanje v artističnem esteticizmu in v svetovih absolutne lepote, ki se jih trudi ustvarjati s svojimi podobami. Pri tem gre za manjšinsko umetnost, saj se je Góngora celo z veseljem pohvalil, da si šteje še posebej v čast, ker je postal povsem nerazumljiv neukim.
Ta estetika je znana tudi kot Gongorizem zaradi svojega največjega španskega predstavnika, pesnika iz Kordobe, Luisa de Góngore, ki je prispeval k njenem oblikovanju in ji dal dokončno obliko.
V drugih državah je obstajal podoben stil: v Italiji marinizem (po pesniku Giambattisti Marinu); preciocizem v Franciji in eufuizem v Združenem kraljestvu.
Za Kulteranizem, ki ga je poglobljeno preučeval Dámaso Alonso ob praznovanju 300-letnice Góngorjeve smrti, leta 1927, je značilna zloraba ali koncentracija nekaterih retoričnih sredstev, ki jih uporablja že manierizem:
- Senzorična okrasitev verza (aliteracije, epiteti, itd.).
- Latiniziranje skladnje s pomočjo ekstremnega in nasilnega hiperbatona in uporabe določenih formul, (A, če ne B, itd.) in konstrukcije značilne za latinščino.
- Izkoriščanje kultizmov ali nespremenjenih besed iz latinščine, ter na ta način bogatenje jezika
- Uporaba čiste metafore in najbolj drznih podob
- Poveličevanje ponižnega in zaničevanje plemenitega
- Obilica parafraziranja v obliki aluzij in izmikanja leksikalnim izrazom ali nanašanje na grško-rimsko mitologijo in kulturo
- Obsežna intertekstualnost med latinskimi, grškimi in modernimi avtorji

Kulteranizem je zasnovan že v zgodnjem delu Luisa de Gongore in v formalnem manierizmu poetov kot so Bernardo de Balbuena ali Luis Carrilllo y Sotomayor, vendar se lahko šteje za definiranega, že ko je Góngora objavil svojo dolgo silvo (kitica, ali bolje rečeno metrična sestava iz enajsterercev in sedmercev) Soledades leta 1613 (GÓNGORA, L. 1994. Soledades. Madrid : Castalia. ISBN 84-7039-687-0.). Ta pesem je ostala nedokončana po drugem delu in je škandalizirala in povzročila veliko estetsko razpravo o poetiki, v ne malo satirah, s strani privržencev kanonične oblike konceptizma (Francisco de Quevedo, Lope de Vega y Juan de Jáuregui, slednji se je kasneje spremenil v kulteranističnega entuziasta) in glosah s strani občudovanih komentatorjev kot so José García de Salcedo Coronel, avtor komentirane izdaje v treh knjigah (1629-1648), José Pellicer, ki je napisal Svečana spoznanja knjig Luisa de Góngore y Argote(Lecciones solemnes a las obras de don Luis deGóngora y Argote)(1630) ali Cristóbal de Salazar Mardones, avtor komentarja na Góngorjevo delo, ki nosi naslov Ilustración y defensa de la «Fábula de Píramo y Tisbe» (Madrid, 1636). Tej estetiki so sledili tudi Conde de Villamediana, ki ni služabniško posnemal učitelja in je obogatil jezik s svojimi lastnimi kultizmi, avtor dela Fábula de Faetón; Redovnica Juana Inés de la Cruz, avtorica enigmatskih silv, ki sestavljajo njeno pesem Primero sueño; Gabriel Bocángel, izvrsten pisatelj sonetov; Pedro Soto de Rojas in Miguel Colodrero de Villalobos, med drugimi. V Aragoniji je bilo prav tako nekaj privržencev gongorističnega stila, kot na primer Juan de Moncayo.
Tako obstajajo gongoristični elementi tudi v gledališču Pedra Calderóna de la Barca, pri avtorjih njegove šole in v svetem oratoriju očeta Hortensia Félix Paravicina, vendar je zloraba te estetike v svetem oratoriju degenerirala do te točke, da je naredila ljudstvu nerazumljive pridige. Zato so se v osemnajstem stoletju z glasovi Gregoria Mayans y Siscarja, v njegovem delu El orador cristiano (1733) in satiričnem romanu jezuita očeta José Francisca de Isle, Historia del famoso predicador Fray Gerundio de Campazas (ISLA, J. 1969-1975. Fray Gerundio de Campazas. Madrid : Espasa-Calpe. ISBN 84-239-6815-4.) uprli, da bi zavrnili presežke, v katere je bil ta stil degeneriran. Kljub temu je bila ta estetika revalorizirana, ko sta Paul Verlaine in Stéphane Mallarmé našla v njej precedens francoskega pesniškega simbolizma in že v dvajsetem stoletju, v fazi skupnega razvoja avtorjev Generacije 27 in v stilu Generacije 68 (los nueve Novísimos).

### Kulteranizem v Sloveniji
V Sloveniji je eden izmed pisateljev, ki se je zanimal za špansko književnost Matija Čop (1797-1835), literarno najširše razgledani Slovenec svojega časa, ki je večino svojega življenja posvetil študiju različnih evropskih pa tudi orientalskih književnosti. Med drugimi deli španske književnosti so v njegovi knjižnici našli delo Todas las obras de Don Luis de Góngora, izdano v Madridu leta 1634 (novejša izdaja: HOCES Y CÓRDOBA, Don G. 2003. Todas las obras de Don Luis de Góngora.  Alicante : Biblioteca Virtual Miguel de Cervantes.).